# Luis Ernesto Pérez Gómez
Pour les articles homonymes, voir Luis Pérez, Pérez et Gómez.
 Luis Ernesto Pérez Gómez, plus connu sous le nom de  Luis Pérez, né le 12 janvier 1981 à Mexico (Mexique), est un footballeur mexicain. Il joue au poste de milieu de terrain avec l'équipe du Mexique et le club de Chivas de Guadalajara (1,72 m pour 67 kg).

## Carrière

### En club
- 1999-déc. 2002 :  Club Necaxa
- jan. 2003-2012 :  CF Monterrey
  - mai 2007-juin 2007 :  Club América (prêt)
- depuis 2012 :  Chivas de Guadalajara

### En équipe nationale
Il a fait ses débuts internationaux en novembre 1998 contre l'équipe du Salvador.
Pérez participe à la coupe du monde 2006 avec l'équipe du Mexique.

## Palmarès
- 69 sélections avec l'équipe du Mexique (8 buts) depuis 1998
- Vainqueur de la Gold Cup (CONCACAF) en 2003
- Champion du Mexique en 2003